# 欢潭老洋房
欢潭老洋房又名欢潭小洋楼，位于中华人民共和国浙江省杭州市萧山区进化镇欢潭村欢潭老街，由曾任镇江知府的田祚之孙田问端建造于民国十一年（1922），建筑坐西朝东，东北邻田祚旧宅务本堂，由门廊与三层四合院式小洋楼组成，采用清水青砖外墙与西式拱券门窗。